# Ugly Heroes EP
Albums de Ugly Heroes
Ugly Heroes Everything in Between
(2016)
Ugly Heroes EP est un EP d'Ugly Heroes (trio formé par le producteur Apollo Brown et les rappeurs Verbal Kent et Red Pill), sorti le 19 août 2014.
L'album, qui contient cinq titres inédits et cinq faces B, est entièrement produit par Apollo Brown, à l'exception de Low Serotonin, produit par Oddisee.

## Liste des titres
| No  | Titre                            | Contient un (des) sample(s) de      | Durée |
| --- | -------------------------------- | ----------------------------------- | ----- |
| 1.  | Legit Worthless                  |                                     | 3:10  |
| 2.  | Naysayers & Playmakers           | Ain't No Way d'Aretha Franklin      | 3:09  |
| 3.  | Good Things Die (featuring Murs) | Suspicious Minds de Dee Dee Warwick | 4:01  |
| 4.  | Risk Brings Reward               | That Time of the Year de Rhinoceros | 3:00  |
| 5.  | Michael & Scottie & Horace       | On the Front Line de M.O.P.         | 3:16  |
| 6.  | Pay Attention                    |                                     | 3:11  |
| 7.  | Low Serotonin                    |                                     | 2:48  |
| 8.  | Ugly (featuring DJ Eclipse)      |                                     | 3:47  |
| 9.  | Me                               |                                     | 3:44  |
| 10. | Underrated (Apollo Brown Remix)  |                                     | 3:06  |